# Skupowa

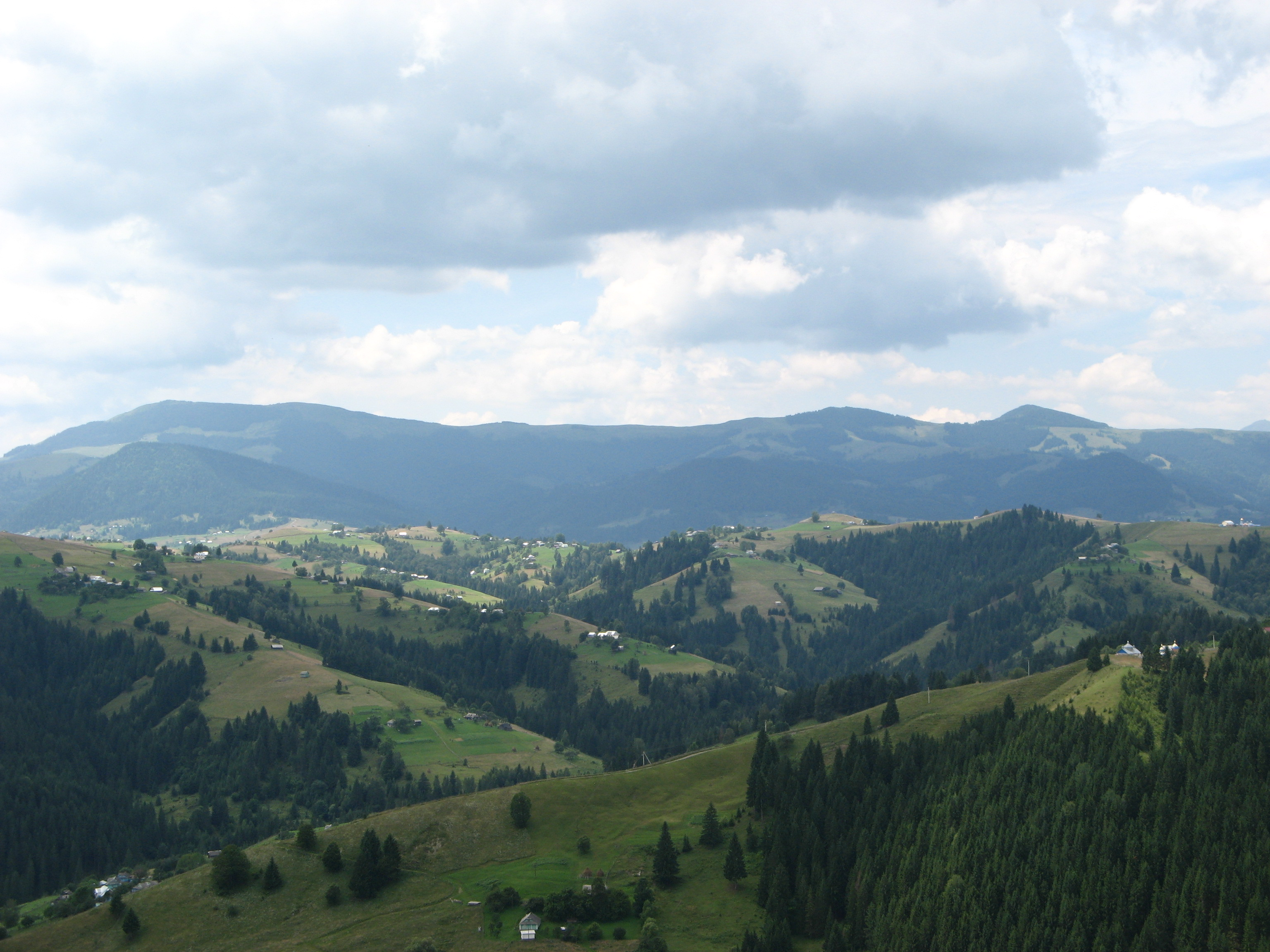
Widok ze wsi Kochan.
Po prawej widoczny Rosticki,
po lewej Skupowa

Skupowa (ukr. Скупова, Skupowa) – najwybitniejszy szczyt w paśmie Połonin Hryniawskich, na Ukrainie.

## Topografia
Szczyt znajduje się północnej części Hryniaw, w grzbiecie Kręta-Skupowa, około 15 km na wschód od Pop Iwana w Czarnohorze. W jego grzbiecie, ciągnącym się dalej ku północy, wyróżnić można szczyty Rosticki (1513 m n.p.m.) oraz dalsze Żmijeński (1362 m n.p.m.) i Kręta (1359 m n.p.m.), z kolei na południowy zachód grzbiet ciągnie się przez przełęcz o wysokości ok. 1120 m n.p.m. ku Ludowej (1463 m n.p.m.) i dalej ku Pohrebynie (1605 m n.p.m.), na południu szczyt sąsiaduje z Unhryczynem (1280 m n.p.m.), a na wschodzie z Kruhłą (1200 m n.p.m.). Od zachodu masyw ograniczony jest doliną Czarnego Czeremoszu, do którego dopływa Hnyłec mający źródło w zachodnich stokach szczytu. Od strony wschodniej wypływa potok Kekacza uchodzący do Białego Czeremoszu, który oddziela masyw od Gór Jałowiczorskich.

## Przyroda
Szczyt pokryty jest w dużej mierze lasem iglastym, który jest nierównomiernie przecięty licznymi łąkami. Masyw nie znajduje się na terenie obszaru chronionego, jednak w odległości 5 km na zachód, w dolinie Czarnego Czeremoszu biegnie wschodnia granica Karpackiego Parku Narodowego.

## Turystyka
Na szczyt prowadzi mnóstwo ścieżek, a dojść można z każdej strony. Szczyt leży 5 km na wschód od Zełenego i 7 km na północ od Hryniawy.

Widoki ze szczytu są bardzo okazałe, na północy widoczne są Góry Pokuckie, na wschodzie widać rozległe Góry Wyżnicko-Strażowskie i Jałowiczory, przy dobrych warunkach można także dostrzec Giumalău (1850 m n.p.m.) w Górach Giumalău, w kierunku południowym widoczne są Góry Czywczyńskie, powyżej na horyzoncie prezentują się Góry Rodniańskie z najwyższym Pietrosulem (2303 m n.p.m.), a przy dobrej pogodzie można dostrzec Petros Kelimeński (2101 m n.p.m.) w Górach Kelimeńskich, na zachód widoczne są Góry Rachowskie i pobliska Czarnohora z wszystkimi głównymi szczytami, a kierunku północno-zachodnim można dostrzec Gorgany z Sywulą (1836 m n.p.m.) i Doboszanką (1754 m n.p.m.).